# ミュージカル・テニスの王子様3rdシーズン
ミュージカル『テニスの王子様』3rdシーズン（ミュージカル・テニスのおうじさまサードシーズン）は、週刊少年ジャンプ（集英社刊）にて連載された許斐剛による少年漫画『テニスの王子様』を舞台化したミュージカル （通称・テニミュ）。
主人公の越前リョーマが通う青春学園男子テニス部が様々なライバル校と対戦していく物語を、対戦するライバル校ごとに一公演とし、地区予選～全国大会決勝までを展開していく。

## 概要
好評のまま終了したミュージカル『テニスの王子様』1stシーズン、2ndシーズンを経て、2015年2月に開幕した青学vs不動峰公演より、一から展開していく。
青学vs不動峰公演では2015年2月13日～2月15日に、テニミュ史上初となるプレビュー公演が行われた。また学校別のミニライブを開催するなど、新たな試みも見られる。
2ndシーズンでは二校合同の公演であった聖ルドルフ編・山吹編が1stシーズン以来の単独公演となり、聖ルドルフ・山吹・六角・比嘉・四天宝寺には3rdシーズンで初登場となるキャラクターもキャスティングされている。
2018年11月にはテニミュ文化祭、2020年2月・3月にはThank-you Festival 2020が1st〜3rdシーズン通して、初開催された。
最終公演となるDreamLive2020は、2020年5月に大阪と神奈川で開催予定だったが、新型コロナウイルス感染拡大の影響により全日公演中止となった。
同年8月より、卒業メモリアル映像「みんなで繋がる！テニミュ3rdシーズンファイナルロード」の制作が決定し、ファンとキャストで3rdシーズンを振り返る企画が配信された。また、中止となったDreamLive2020に代わる企画として「ミュージカルテニスの王子様 DreamStream」を制作。2020年11月15日に配信され、この企画をもって3rdシーズンはファイナルを迎えた。

## 公演リスト
ミュージカル『テニスの王子様』3rdシーズン 青学vs不動峰
2015年2月13日 - 5月17日 日本青年館 他
ミュージカル『テニスの王子様』TEAM Live SEIGAKU
2015年6月10日 - 14日・27日 - 28日 AiiA 2.5 Theater Tokyo 他
ミュージカル『テニスの王子様』TEAM Live FUDOMINE
2015年7月29日 - 8月1日・8日 - 9日 AiiA 2.5 Theater Tokyo 他
ミュージカル『テニスの王子様』3rdシーズン 青学vs聖ルドルフ
2015年9月5日 - 11月3日 TOKYO DOME CITY HALL 他
ミュージカル『テニスの王子様』3rdシーズン 青学vs山吹
2015年12月24日 - 2016年2月21日 TOKYO DOME CITY HALL 他
ミュージカル『テニスの王子様』TEAM Live st.RUDOLPH
2016年3月17日・19日・29日・31日・4月2日 AiiA 2.5 Theater Tokyo 他
ミュージカル『テニスの王子様』TEAM Live YAMABUKI
2016年3月18日・20日・30日・4月1日・3日 AiiA 2.5 Theater Tokyo 他
ミュージカル『テニスの王子様』コンサート Dream Live 2016
2016年5月13日 - 15日・20日 - 22日 パシフィコ横浜 他
ミュージカル『テニスの王子様』3rdシーズン 青学vs氷帝
2016年7月14日 - 9月25日 TOKYO DOME CITY HALL 他
ミュージカル『テニスの王子様』3rdシーズン 青学vs六角
2016年12月22日 - 2017年2月12日 TOKYO DOME CITY HALL 他
ミュージカル『テニスの王子様』TEAM Live HYŌTEI
2017年4月12日 - 16日・19日 - 23日 TOKYO DOME CITY HALL 他
ミュージカル『テニスの王子様』コンサート Dream Live 2017
2017年5月26日 - 28日 横浜アリーナ
ミュージカル『テニスの王子様』3rdシーズン 青学vs立海
2017年7月14日 - 10月1日 TOKYO DOME CITY HALL 他
ミュージカル『テニスの王子様』TEAM Party SEIGAKU・ROKKAKU
2017年10月26日 - 11月5日 AiiA 2.5 Theater Tokyo 他
ミュージカル『テニスの王子様』3rdシーズン 青学vs比嘉
2017年12月21日 - 2018年2月18日 TOKYO DOME CITY HALL 他
ミュージカル『テニスの王子様』TEAM Party RIKKAI
2018年4月5日 - 8日 日本青年館
ミュージカル『テニスの王子様』コンサート Dream Live 2018
2018年5月5日 - 6日、神戸ワールド記念ホール / 5月19日 - 20日、横浜アリーナ
ミュージカル『テニスの王子様』3rdシーズン 全国大会 青学vs氷帝
2018年7月12日 - 9月24日 TOKYO DOME CITY HALL 他
ミュージカル『テニスの王子様』TEAM Party SEIGAKU・HIGA
2018年10月17日 - 28日 AiiA 2.5 Theater Tokyo 他
ミュージカル『テニスの王子様』3rdシーズン 青学vs四天宝寺
2018年12月20日 - 2019年2月17日 日本青年館ホール 他
ミュージカル『テニスの王子様』TEAM Party SHITENHOJI
2019年5月23日 - 6月1日 日本青年館ホール 他
ミュージカル『テニスの王子様』全国大会 青学vs立海 前篇
2019年7月11日 - 9月29日 TOKYO DOME CITY HALL 他
ミュージカル『テニスの王子様』秋の大運動会 2019
2019年10月8日 - 9日 横浜アリーナ
ミュージカル『テニスの王子様』全国大会 青学vs立海 後編
2019年12月19日 - 2020年2月16日 TOKYO DOME CITY HALL 他
ミュージカル『テニスの王子様』コンサート Dream Live 2020 - ※公演中止
2020年5月22日 - 31日 ぴあアリーナMM 他

## キャスト

### 青春学園キャスト

#### 青学8代目キャスト
出演期間：青学vs不動峰 - 青学vs氷帝
- 越前リョーマ - 古田一紀
- 手塚国光 - 財木琢磨
- 大石秀一郎 - 石田隼
- 不二周助 - 神里優希
- 菊丸英二 - 本田礼生
- 乾貞治 - 田中涼星
- 河村隆 - 滝川広大
- 桃城武 - 眞嶋秀斗
- 海堂薫 - 佐奈宏紀
- 堀尾聡史 - 志茂星哉
- 加藤勝郎 - 篠原立
- 水野カツオ - 晒科新

#### 青学9代目キャスト
出演期間：青学vs六角 - Dream Live 2018
- 越前リョーマ - 阿久津仁愛
- 手塚国光 - 宇野結也
- 大石秀一郎 - 松村優
- 不二周助 - 定本楓馬
- 菊丸英二 - 永田聖一朗
- 乾貞治 - 加藤将
- 河村隆 - 鈴木雅也
- 桃城武 - 吉村駿作
- 海堂薫 - 牧島輝
- 堀尾聡史 - 相馬眞太
- 加藤勝郎 - 奥井那我人
- 水野カツオ - 畠山紫音

#### 青学10代目キャスト
出演期間：全国大会 青学vs氷帝 - Dream Stream
- 越前リョーマ - 阿久津仁愛
- 手塚国光 - 青木瞭
- 大石秀一郎 - 江副貴紀
- 不二周助 - 皆木一舞
- 菊丸英二 - 田口司
- 乾貞治 - 竹ノ内大輔
- 河村隆 - 岩田知樹
- 桃城武 - 大久保樹
- 海堂薫 - 中島拓人
- 堀尾聡史 - 琉翔
- 加藤勝郎 - 中三川歳輝
- 水野カツオ - 奥田夢叶

### 他校キャスト

#### 不動峰
- 橘桔平 - 青木空夢
- 伊武深司 - 健人
- 神尾アキラ - 伊崎龍次郎
- 石田鉄 - 中村太郎
- 桜井雅也 - 諒太郎
- 内村京介 - 高根正樹
- 森辰徳 - 小林辰也

#### 聖ルドルフ
- 赤澤吉朗 - 中尾拳也
- 観月はじめ - 宮城紘大
- 柳沢慎也 - 尾関陸
- 木更津淳 - 佐藤祐吾
- 野村拓也 - 佐川大樹
- 不二裕太 - 大原海輝
- 金田一郎 - 上村海成

#### 山吹
- 南健太郎 - 北川尚弥
- 千石清純 - 森田桐矢
- 亜久津仁 - 川上将大
- 東方雅美 - 辻凌志朗
- 新渡米稲吉 - 登野城佑真
- 室町十次 - 仁科祐二
- 喜多一馬 - 蒼木陣
- 壇太一 - 佐野真白

#### 氷帝
- 跡部景吾 - 三浦宏規
- 忍足侑士 - 井阪郁巳
- 宍戸亮 - 小早川俊輔
- 向日岳人 - 北乃颯希
- 芥川慈郎 - 田村升吾
- 滝萩之介 - 山﨑晶吾
- 樺地崇弘 - 八巻貴紀
- 鳳長太郎 - 渡辺碧斗
- 日吉若 - 内海啓貴

#### 六角
- 葵剣太郎 - 矢代卓也
- 佐伯虎次郎 - 二葉要
- 黒羽春風 - 陽向謙斗
- 天根ヒカル - 坂垣怜次
- 樹希彦 - 高木眞之介
- 木更津亮 - 佐藤祐吾
- 首藤聡 - 千葉冴太

#### 立海
- 幸村精市 - 立石俊樹
- 真田弦一郎 - 田鶴翔吾
- 柳蓮二 - 井澤巧麻
- 柳生比呂士 - 大隅勇太
- 仁王雅治 - 後藤大
- 丸井ブン太 - 大薮丘
- ジャッカル桑原 - 川﨑優作
- 切原赤也 - 前田隆太朗

#### 比嘉
- 木手永四郎 - 武藤賢人
- 甲斐裕次郎 - 吉澤翼
- 平古場凛 - 岩城直弥
- 知念寛 - 雷太
- 田仁志慧 - 高田誠
- 不知火知弥 - 園村将司
- 新垣浩一 - 松井遥己

#### 四天宝寺
- 白石蔵ノ介 - 増子敦貴
- 小石川健二郎 - 安東秀大郎
- 千歳千里 - 江本光輝
- 金色小春 - 森田力斗
- 一氏ユウジ - 谷津翼
- 忍足謙也 - 千田京平
- 石田銀 - 森一平
- 財前光 - 廣野凌大
- 遠山金太郎 - 平松來馬
- 渡邊オサム - 碕理人

### その他
- 越前南次郎 - 富田昌則 / 森山栄治 / 上島雪夫

## 主なスタッフ
- 主催 - テニミュ製作委員会
- オリジナル演出 - 上島雪夫
- 演出 - 富田昌則 / 本山新之助 / 三浦香
- 音楽 - 佐橋俊彦 / 坂部剛
- 脚本・作詞 - 三ツ矢雄二
- 振付 - 本山新之助 / 上島雪夫

## ディスコグラフィ

### 公演DVD&Blu-ray
| タイトル                                                                      | 発売日         | 規格品番   | 規格品番   |
| タイトル                                                                      | 発売日         | BD         | DVD        |
| ----------------------------------------------------------------------------- | -------------- | ---------- | ---------- |
| ミュージカル『テニスの王子様』 3rdシーズン 青学vs不動峰                       | 2015年8月28日  | MJBD-40099 | MJBD-72136 |
| ミュージカル『テニスの王子様』 3rdシーズン 青学vs聖ルドルフ                   | 2016年2月13日  | MJBD-40105 | MJBD-72156 |
| ミュージカル『テニスの王子様』 3rdシーズン 青学vs山吹                         | 2016年6月3日   | MJBD-40114 | MJBD-72164 |
| ミュージカル『テニスの王子様』 3rdシーズン 青学vs氷帝                         | 2016年12月17日 | MJBD-40143 | MJBD-72211 |
| ミュージカル『テニスの王子様』 3rdシーズン 青学vs六角                         | 2017年5月26日  | MJBD-40148 | MJBD-72217 |
| ミュージカル『テニスの王子様』 3rdシーズン 青学vs立海【通常版】               | 2018年2月7日   | MJBD-40164 | MJBD-72246 |
| ミュージカル『テニスの王子様』 3rdシーズン 青学vs立海【SP版】                 | 2018年2月7日   | MJBD-40165 | MJBD-72248 |
| ミュージカル『テニスの王子様』 3rdシーズン 青学vs比嘉                         | 2018年5月19日  | MJBD-40173 | MJBD-72268 |
| ミュージカル『テニスの王子様』 3rdシーズン 全国大会 青学vs氷帝【通常版】      | 2019年1月26日  | MJBD-40185 | MJBD-72295 |
| ミュージカル『テニスの王子様』 3rdシーズン 全国大会 青学vs氷帝【SP版】        | 2019年1月26日  | MJBD-40186 | MJBD-72296 |
| ミュージカル『テニスの王子様』 3rdシーズン 青学vs四天宝寺                     | 2019年5月31日  | MJBD-40195 | MJBD-72306 |
| ミュージカル『テニスの王子様』 3rdシーズン 全国大会 青学vs立海 前編【通常版】 | 2019年12月21日 | MJBD-40204 | MJBD-72333 |
| ミュージカル『テニスの王子様』 3rdシーズン 全国大会 青学vs立海 前編【SP版】   | 2019年12月21日 | MJBD-40205 | MJBD-72334 |
| ミュージカル『テニスの王子様』 3rdシーズン全国大会 青学vs立海 後編            | 2020年5月22日  | MJBD-40214 | MJBD-72344 |

### コンサートDVD&Blu-ray
| タイトル                                                                      | 発売日        | 規格品番   | 規格品番   |
| タイトル                                                                      | 発売日        | BD         | DVD        |
| ----------------------------------------------------------------------------- | ------------- | ---------- | ---------- |
| ミュージカル『テニスの王子様』コンサート Dream Live 2016【通常版】            | 2016年8月25日 | MJBD-40138 | MJBD-72198 |
| ミュージカル『テニスの王子様』コンサート Dream Live 2016【SP版】              | 2016年8月25日 | MJBD-40139 | MJBD-72199 |
| ミュージカル『テニスの王子様』コンサート Dream Live 2017                      | 2017年9月22日 | MJBD-40162 | MJBD-72241 |
| ミュージカル『テニスの王子様』 15周年記念コンサート Dream Live 2018【通常版】 | 2018年9月20日 | MJBD-40177 | MJBD-72272 |
| ミュージカル『テニスの王子様』 15周年記念コンサート Dream Live 2018【SP版】   | 2018年9月20日 | MJBD-40178 | MJBD-72273 |

### Special DVD&Blu-ray
| タイトル                                                     | 発売日         | 規格品番   | 規格品番   |
| タイトル                                                     | 発売日         | BD         | DVD        |
| ------------------------------------------------------------ | -------------- | ---------- | ---------- |
| ミュージカル『テニスの王子様』 TEAM Live SEIGAKU             | 2015年11月13日 | MJBD-40102 | MJBD-72154 |
| ミュージカル『テニスの王子様』 TEAM Live FUDOMINE            | 2015年12月19日 | MJBD-40103 | MJBD-72155 |
| ミュージカル『テニスの王子様』 バラエティ・スマッシュ！Vol.1 | 2016年3月14日  | MJBD-40106 | MJBD-72157 |
| ミュージカル『テニスの王子様』 ROAD Vol.1                    | 2016年4月8日   | MJBD-40107 | MJBD-72158 |
| ミュージカル『テニスの王子様』 バラエティ・スマッシュ！Vol.2 | 2017年2月3日   | MJBD-40145 | MJBD-72213 |
| ミュージカル『テニスの王子様』 ROAD Vol.2                    | 2017年3月24日  | MJBD-40146 | MJBD-72214 |
| ミュージカル『テニスの王子様』 TEAM Live HYŌTEI              | 2017年8月3日   | MJBD-40161 | MJBD-72240 |
| ミュージカル『テニスの王子様』 バラエティ・スマッシュ！Vol.3 | 2018年3月5日   | MJBD-40168 | MJBD-72258 |
| ミュージカル『テニスの王子様』 ROAD Vol.3                    | 2018年4月5日   | MJBD-40171 | MJBD-72264 |
| ミュージカル『テニスの王子様』 ROAD Vol.4                    | 2018年4月5日   | MJBD-40193 | MJBD-72304 |
| ミュージカル『テニスの王子様』 バラエティ・スマッシュ！Vol.4 | 2019年4月10日  | MJBD-40194 | MJBD-72305 |
| ミュージカル『テニスの王子様』 秋の大運動会 2019             | 2020年1月31日  | MJBD-40206 | MJBD-72335 |
| ミュージカル『テニスの王子様』 バラエティ・スマッシュ！Vol.5 | 2020年3月27日  | MJBD-40207 | MJBD-72336 |
| ミュージカル『テニスの王子様』 ROAD Vol.5                    | 2020年4月10日  | MJBD-40208 | MJBD-72337 |
| ミュージカル『テニスの王子様』 バラエティ・スマッシュ！Vol.6 | 2020年10月23日 | MJBD-40221 | MJBD-72352 |
| ミュージカル『テニスの王子様』 ROAD Vol.6                    | 2020年11月25日 | MJBD-40222 | MJBD-72353 |
| ミュージカル『テニスの王子様』 Dream                         | 2021年2月5日   | MJBD-40227 | MJBD-72370 |

### 公演CD
| タイトル                                                            | 発売日        | 規格品番   |
| ------------------------------------------------------------------- | ------------- | ---------- |
| ミュージカル『テニスの王子様』 3rdシーズン 青学vs不動峰             | 2015年9月16日 | NECA-30322 |
| ミュージカル『テニスの王子様』 3rdシーズン 青学vs聖ルドルフ         | 2016年3月9日  | NECA-30325 |
| ミュージカル『テニスの王子様』 3rdシーズン 青学vs山吹               | 2016年7月6日  | NECA-30328 |
| ミュージカル『テニスの王子様』 3rdシーズン 青学vs氷帝               | 2017年1月25日 | NECA-30337 |
| ミュージカル『テニスの王子様』 3rdシーズン 青学vs六角               | 2017年7月12日 | NECA-30340 |
| ミュージカル『テニスの王子様』 3rdシーズン 青学vs立海               | 2018年1月24日 | NECA-30345 |
| ミュージカル『テニスの王子様』 3rdシーズン 青学vs比嘉               | 2018年6月20日 | NECA-30346 |
| ミュージカル『テニスの王子様』 3rdシーズン 全国大会 青学vs氷帝      | 2019年2月13日 | NECA-30349 |
| ミュージカル『テニスの王子様』 3rdシーズン 青学vs四天宝寺           | 2019年6月12日 | NECA-30351 |
| ミュージカル『テニスの王子様』 3rdシーズン 全国大会 青学vs立海 前編 | 2020年1月29日 | NECA-30354 |
| ミュージカル『テニスの王子様』 3rdシーズン 全国大会 青学vs立海 後編 | 2020年7月1日  | NECA-30356 |

### コンサートCD
| タイトル                                                            | 発売日         | 規格品番      |
| ------------------------------------------------------------------- | -------------- | ------------- |
| ミュージカル『テニスの王子様』コンサート Dream Live 2016            | 2016年9月21日  | NECA-30330〜1 |
| ミュージカル『テニスの王子様』コンサート Dream Live 2017            | 2017年10月18日 | NECA-30343～4 |
| ミュージカル『テニスの王子様』 15周年記念コンサート Dream Live 2018 | 2018年10月24日 | NECA-30347～8 |